# Plaça Gran de Calaf
La Plaça Gran de Calaf és una plaça de Calaf (Anoia) declarada bé cultural d'interès nacional.

## Descripció
És una plaça porticada de planta irregular, construïda en diverses etapes, des del segle xvii fins al XIX.
Les cases que la configuren són fetes de pedra saulonenca i calcària, ben treballada i ben escairada, i consten de planta baixa i dos pisos
L'esplanada de davant de l'església és pavimentada amb grans lloses de pedra saulonenca del país, i la resta de la plaça va ésser de terra fins als primers anys del nostre segle, en què fou empedrada.

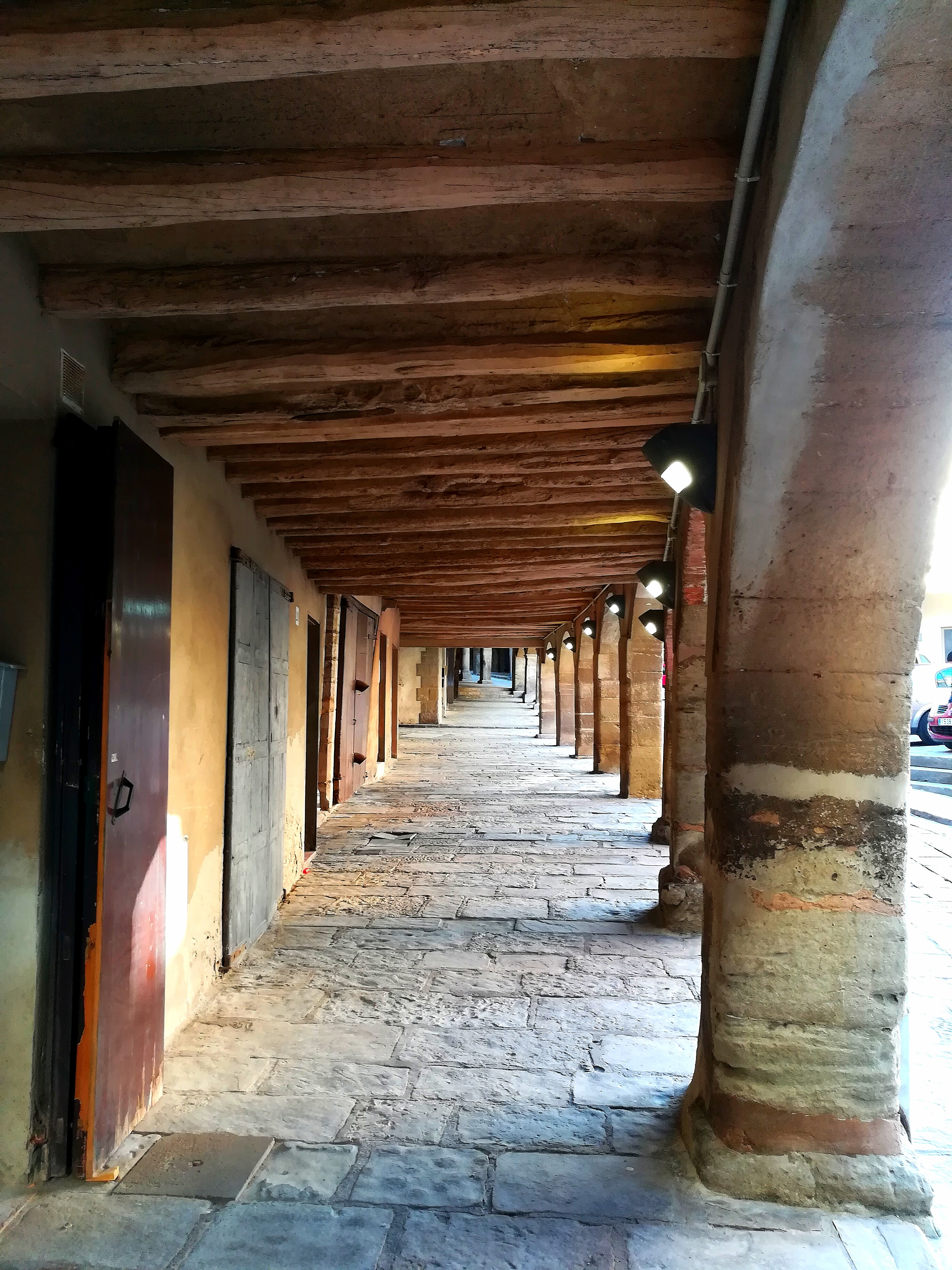
Porxos de la banda sud de la plaça

La vila de Calaf va néixer al segle xi a redós del castell de Calaf com a resultat de la donació de territori de la Segarra que van fer el comte Ramon Borrell i la comtessa Ermessenda al Bisbat de Vic.
La plaça porxada de Calaf es va anar configurant a partir del mercat establert al segle xiv pels vescomtes de Cardona. Es tenen notícies documentals de la seva existència des de 1397.
El mercat de Calaf té la seva anomenada no només per haver estat un dels més importants de Catalunya en el seu moment, sinó també pel fet de tractar-se d'un mercat de braços, és a dir, de contractació i lloguer de mossos per a la temporada de la sega, no només per a la Segarra sinó per a tota Catalunya central i occidental.
La seva formalització arquitectònica i urbanística es tradueix en una esplanada, de traça irregular, en diversos nivells salvats per graons, enllosada i envoltada d'edificis porxats en planta baixa i de dues plantes més, amb la característica que el ritme de les porxades no està predeterninat i respon a les característiques de cada casa. En aquesta plaça hi conflueixen quatre carrers i un carrer de vianants.
A la plaça destaquen la presència de l'església de Sant Jaume, construïda al segle xvi, amb portada de finals del segle xix d'estil neomedievalista, i del seu campanar de gran alçada construït en diferents fases entre 1670 i 1889.
Altres construccions remarcables són el nou edifici de l'Ajuntament, construït entre el 1981 i el 1985 pels arquitectes Bosch-Botey-Cuspinera, i la casa Nadal, actualment també amb dependències municipals.
La delimitació de conjunt històric inclou les parcel·les de l'església de Sant Jaume, del seu campanar i de l'Ajuntament, les corresponents als números 5 a 21, tots dos inclosos, de la plaça Gran i número 2 del carrer de Sant Pere, els espais públics dels quatre carrers que hi conflueixen (Sant Jaume, del Carme, Xuriguera o del Born), i els dos passos de vianants (sota el campanar de l'església i al costat de l'Ajuntament) que connecten la plaça amb el carrer de Sant Pere.

## Història
No cal dir que l'element propulsor del desenvolupament de la vila de Calaf fou el seu Castell medieval, juntament amb l'església de Sant Pere, que van aglutinar al voltant d'aquest les primeres cases que havien de configurar la població i que corresponen a l'actual carrer de Xuriguera
Al segle xvii, i més concretament l'any 1636, es traslladà el culte de l'església de Sant Pere a la de Sant Jaume, fet que coincidí amb el creixement demogràfic de la població, de manera que aquesta nova església es convertí en el fil conductor del desenvolupament urbanístic de la població concentrant-la al voltant de la Plaça Gran, durant tot el segle xvii
Fins al segle xix un lent desenvolupament anà omplint els buits que havien restat entre el nucli primitiu i el segon nucli, però l'arribada del ferrocarril el 1861 va fer que l'interès canviés de sentit i s'edifiqués envers l'estació, de manera que aparegueren el raval de Sant Jaume i el Passeig de Santa Calamanda
Els edificis que han arribat fins als nostres dies, configurant la Plaça Gran de Calaf tenen unes cronologies força limitades: els primers, o més antics daten de principis del s.XVII i els més tardans corresponen a finals del s.XIX. El més rellevant és l'església de Sant Jaume, per a la qual concedí llicència d'edificació el bisbe de Vic el 29 d'agost del 1618.
Els edificis de caràcter privat que configuren la Plaça i els seus porxos, de diferents mides i cronologies, no tenen valor per si sols, però la plaça, en el seu conjunt, tenint en compte la restringida cronologia que la feu aparèixer, conserva un aire d'unitat mereixedor d'ésser tingut en compte.